# Samuel Werenfels (Theologe)

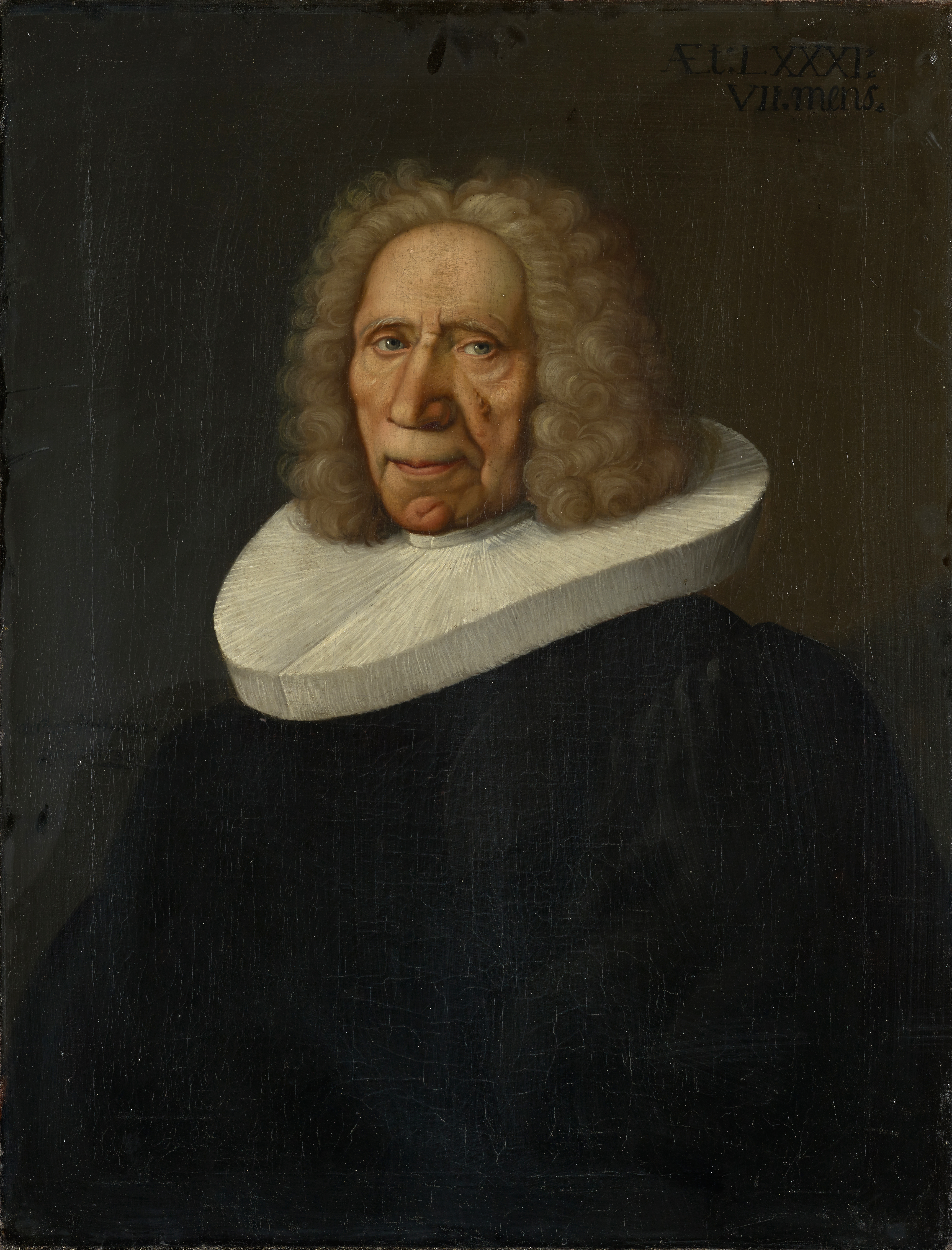
Jean-Gaspard Heilmann: Bildnis des Basler Theologen Samuel Werenfels, 1738 (Kunstmuseum Basel)

Samuel Werenfels (* 1. März 1657 in Basel; † 1. Juni 1740 ebenda) war ein Schweizer reformierter Theologe.

## Leben
Werenfels legte 1677 das Examen als Kandidat der Theologie in seiner Heimatstadt ab und ging anschließend auf eine Studienreise nach Zürich, Bern, Lausanne und Genf. Nach Basel zurückgekehrt, erhielt er 1685 die Professur der griechischen Sprache, um gleich im nächsten Jahr erneut auf  Studienreise zu gehen, dieses Mal nach Deutschland, Flandern und Friesland. Nach der Rückkehr wurde er 1687 Professor der Eloquenz. 1696 rückte er in die Theologische Fakultät auf und wurde Professor für Dogmatik sowie Dr. theol., 1703 Professor für Altes Testament und 1711 für Neues Testament. Von 1696 bis 1727 wirkte er auch als Universitätsbibliothekar, 1705 und 1722 als Rektor. 1707 wurde er Mitglied der Londoner Society for Promoting Christian Knowledge und 1709 der Berliner Akademie der Wissenschaften.

## Werk und Bedeutung
Zusammen mit Jean-Alphonse Turrettini und Jean Frédéric Ostervald bildete Werenfels das sogenannte „theologische Triumvirat der Schweiz“, das im Gegensatz zum strengen Calvinismus Gedanken der Aufklärung und des Pietismus vorbereitete. Er trat für Gewissensfreiheit ein und erreichte 1723 die Aufhebung der Verpflichtung auf die orthodoxe Formula Consensus.
Er führte die Hermeneutik in den Kreis der theologischen Disziplinen ein. Über die Bibel sagte er in einem Epigramm:
Hic liber est in quo quarit sua dogmata quisque,
Invenit et pariter dogmata quisque sua.
Dies ist ein Buch, in dem ein jeder seine eigenen Lehren sucht,
Und gleichermaßen ein jeder seine eigenen Lehren findet.
Werenfels betonte die praktische Seite des Christentums. Seine Dissertatio de logomachiis eruditorum (1692) ist nicht nur eine radikale Gelehrtenkritik, sondern zugleich ein beachtliches philosophisches Manifest, das einen neuen Typus des Philosophen mit weltveränderndem Anspruch profiliert. Diese Definition hat in die Lexika des 18. Jahrhunderts Einzug gehalten.

## Familie
Werenfels' Eltern waren Peter Werenfels (1627–1703), reformierter Pfarrer und später Antistes, und Margaretha Grynaeus (aus einem eingesessenen Basler Theologengeschlecht). Er blieb unverheiratet und kinderlos, war aber Grossonkel von Samuel Werenfels (1720–1800).

## Werke (Auswahl)
- Dissertatio De Logomachiis Eruditorum. Accedit Diatribe De Meteoris Orationi. Wetsten, Amsterdam 1702. (Digitalisat)
- Dissertationum Volumina Duo, quorum prius de logomachiis eruditorum & de meteoris orationis, posterior dissertationes varii argumenti continet Dissertationes. Wetsten Amsterdam 1716. (Digitalisat Band 1)
- Rede zu Vertheidigung der Schauspiele. Aus dem Lateinischen ins Deutsche übersetzt und mit einigen Anmerkungen begleitet von M. Immanuel Friedrich Gregorius. Ahlfelde, Wittenberg 1750. (Digitalisat)
- Opuscula Theologica, Philosophica Et Philologica. 3 Bände. Mayr & Chalmot, Leiden/Leeuwarden 1772. (Digitalisat Band 1), (Band 2), (Band 3, Thurneysen, Basel 1782)